# Emblemaria pandionis
Emblemaria pandionis är en fiskart som beskrevs av Barton Warren Evermann och Marsh, 1900. Emblemaria pandionis ingår i släktet Emblemaria och familjen Chaenopsidae. Inga underarter finns listade i Catalogue of Life.